# Mass Effect: Legendary Edition
Mass Effect: Legendary Edition é uma remasterização dos três primeiros jogos da série Mass Effect, desenvolvida pela BioWare e publicada pela Electronic Arts. A remasterização foi anunciada em 7 de novembro de 2020 e lançada em 14 de maio de 2021 para Microsoft Windows, PlayStation 4, Xbox One.

## Desenvolvimento
Em 7 de novembro de 2020 ou "N7 Day", uma data declarada pela primeira vez em 2012 pela BioWare como uma "celebração mundial" anual da franquia de mídia Mass Effect, o próximo lançamento de Mass Effect: Legendary Edition foi oficialmente anunciado. Eles afirmaram que o objetivo da remasterização era "não refazer ou reimaginar os jogos originais, mas modernizar a experiência para que os fãs e novos jogadores possam experimentar o trabalho original em sua melhor forma possível". A remasterização também terá conteúdo para download, embora não se saiba se todos os DLCs serão incluídos neste momento. Também incluirá "texturas, shaders, modelos, efeitos e recursos técnicos aprimorados de três jogos enormes".

## Lançamento
A remasterização foi lançada em 14 de maio de 2021 para Xbox One, PlayStation 4 e Windows, com melhorias para Xbox Series X e Series S e PlayStation 5.